# Honschaft Bensberg

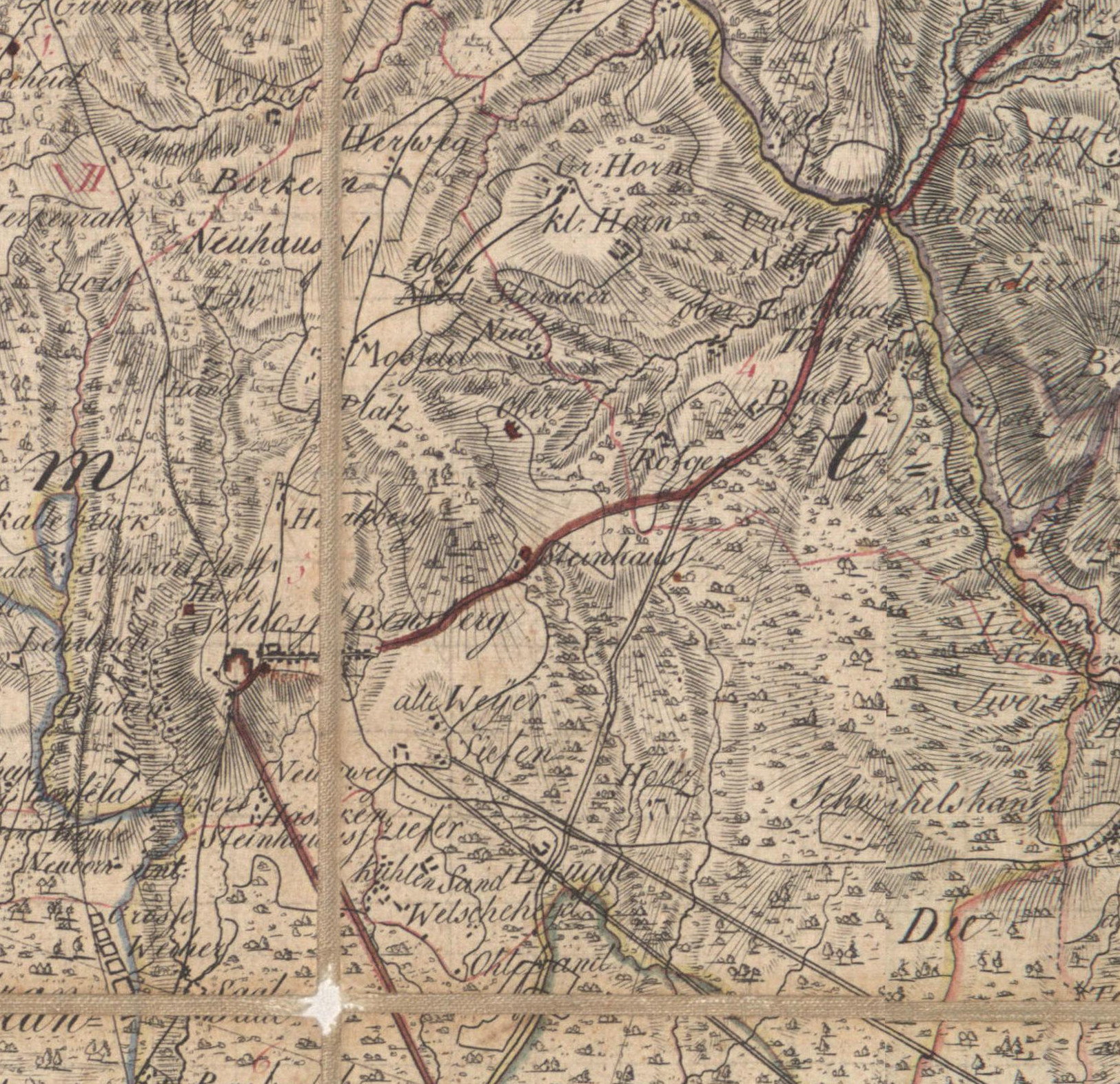
Kartenausschnitt der Wiebekingschen Karte von 1789 mit der Honschaft Bensberg. Oben ist Osten.

Die Honschaft Bensberg war vom Mittelalter in das 19. Jahrhundert hinein eine Honschaft im Kirchspiel Bensberg im Amt Porz im Herzogtum Berg. Die Honschaft Bensberg wurde im Laufe der Zeit erweitert durch  Ortschaften der ehemaligen Honschaften Altenbrück und Oberhausen. 1742 wurde die Honschaft Immekeppel abgespalten.
Aus der  Charte des Herzogthums Berg 1789 von Carl Friedrich von Wiebeking geht hervor, dass das Kirchdorf Bensberg Titularort der Honschaft und des Kirchspiels war. Die Honschaft war dem Botenamt Herkenrath und dem Obergericht Bensberg zugeordnet. In der Wiebekingschen Karte von 1789 sind die Grenzen der Honschaft Bensberg dargestellt; sie entspricht in etwa der heutigen Gemarkung Bensberg-Honschaft. Die Honschaft umfasste dabei nicht die namentliche Ortschaft Bensberg. Das Gebiet um das alte Schloss bildete mit den umliegenden Ortschaften die Freiheit Bensberg.
Zur Honschaft gehörten seinerzeit die Wohnplätze alte Weyer, Birkerhof, Broichen, Hardt, Herweg, (Klein- und Groß-)Hohn,  Holz, Hummelsbroich,  Liefer, Ober- und Niedermoitzfeld, Neuenhaus, Platz, Schwiegelshohn, Siefen (Hundsiefen), Steinacker und Steinhaus.
Unter der französischen Verwaltung zwischen 1806 und 1813 wurde das Amt Porz aufgelöst und Bensberg wurde politisch der Mairie Bensberg im Kanton Bensberg im Arrondissement Mülheim am Rhein zugeordnet. 1816 wandelten die Preußen die Mairie zur Bürgermeisterei Bensberg im Kreis Mülheim am Rhein.
1975 entstand aufgrund des Köln-Gesetzes die heutige Stadt Bergisch Gladbach, zu der Bensberg eingemeindet wurde.